# 400-as évek
Évszázadok: 4. század – 5. század – 6. század
Évtizedek: 350-es évek – 360-as évek – 370-es évek – 380-as évek – 390-es évek – 400-as évek – 410-es évek – 420-as évek – 430-as évek – 440-es évek – 450-es évek
Évek: 400 401 402 403 404 405 406 407 408 409

## Események
- 408. augusztus 22-én kivégzik Stilichót.
- Kelet-Afrikában és Dél-Afrikában áttérnek a vasból készült eszközök használatára.
- Az Akszúmi Királyságban tért hódít a kereszténység.
- Monte Albán a dél-mexikói zapoték állam a virágkorát éli.
- Megkezdődik Nagy-Zimbabwe építése.
- Vandál kalandozások nyugatra.
- A világ népessége kb. 206 millió fő 401-ben.
- 402-ben a veronai csata a vizigótok és a rómaiak között.
- 404. január 1-jén az utolsó gladiátor-viadal Rómában és Szent Telemakhosz vértanúsága.
- 405-ben Szent Jeromos befejezi a Vulgátát.